# Lomagundi-Jatuli-Isotopenexkursion
Die Lomagundi-Jatuli-Isotopenexkursion stellt in der gesamten Erdgeschichte weltweit die bedeutendste, positive Anomalie der δ13C–Werte dar. Sie ereignete sich im Paläoproterozoikum während des Intervalls 2220 bis 2100 Millionen Jahren BP (Rhyacium). Sie lässt auf tiefgreifende Veränderungen im Redoxverhalten der Weltmeere rückschließen.

## Etymologie und Erstbeschreibung
Die Lomagundi-Jatuli-Isotopenexkursion, im Englischen als Lomagundi-Jatuli isotope event (abgekürzt LJIE) oder meist nur als Lomagundi excursion oder Lomagundi event (abgekürzt als LE) bezeichnet, wurde nach der Lomagundi Group in Simbabwe benannt, in der sie erstmals nachgewiesen werden konnte.
Die erste ausführliche Beschreibung der Isotopenexkursion erfolgte 1975 durch Schidlowski u. a. im Zuge ihrer Untersuchung präkambrischer Karbonatformationen. Die eigentliche Entdeckung geht jedoch ins Jahr 1968 zurück und gebührt Galimov u. a., die sie im Jatulium Kareliens nachweisen konnten.

## Einführung
Der Übergang vom Archaikum ins Paläoproterozoikum war eine Zeit großer, globaler Umweltveränderungen. Die bedeutendste dieser Veränderungen war zweifellos die Große Sauerstoffkatastrophe (engl. great oxidation event oder GOE), die in etwa ab 2450 Millionen Jahren BP zum Tragen gekommen war und sich ab 2350 bis 2280 Millionen Jahren BP voll entfaltet hatte. Im Zusammenhang mit den steigenden Sauerstoffkonzentrationen kam es zur Huronischen Eiszeit, die in drei Schüben (Ramsey Lake – 2420 bis 2405, Bruce – 2370 bis 2360 und Gowganda – 2315 bis 2305 Millionen Jahre BP) ablief.
Das Sedimentgeschehen wurde im Verlauf des Paläoproterozoikums mehr und mehr von organischen, kohlenstoffreichen Ablagerungen geprägt, die dann ab 2000 Millionen Jahren BP bereits sehr häufig anzutreffen sind. Ab 2200 Millionen Jahre BP bildeten sich erstmals Phosphorite. Ferner entstanden reichhaltig Kalziumsulfate marinen Ursprungs (ebenfalls ab 2200 Millionen Jahren BP) und die für diesen Zeitabschnitt typischen Bändererze.
Mit dem Zerbrechen des im Neoarchaikum gebildeten Superkontinents Superia (bzw. Kenorland) ab 2200 Millionen Jahre BP und dem  so genannten Crustal age gap (oder Global Magmatic Shutdown), einer rund 250 Millionen Jahre dauernden Periode magmatischer Stagnation (von 2450 bis 2200 Millionen Jahre BP), und extrem verlangsamter Plattentektonik waren auch wesentliche geodynamische Änderungen erfolgt.

## Nachweise
Die Lomagundi-Jatuli-Isotopenexkursion konnte neben der Typlokalität in Simbabwe und der Erstfundstelle in Karelien mit Ausnahme der Antarktis praktisch weltweit nachgewiesen werden. Folgende Vorkommen sind dokumentiert:
- Europa (Baltischer Schild)
  - Finnland (Peräpohja-Gürtel)[1]
  - Norwegen[8]
  - Schweden[9]
  - Russland (Halbinsel Kola – Petschenga-Gürtel – und Karelien)[10]
  - Schottland (Lewisian)[11]
  - Ukraine (Ukrainischer Schild)[12]
- Nordamerika (Wyoming-Kraton)[13]
- Südamerika (Brasilien, Minas Supergroup)[14]
- Afrika (Südafrika, Duitschland-Formation)[15]
- Australien (Westaustralien)[16]
- Indien (Aravalli Supergroup)[17]
- Volksrepublik China (nordöstlicher Nordchina-Kraton)[18]

## Charakterisierung der Isotopenexkursion

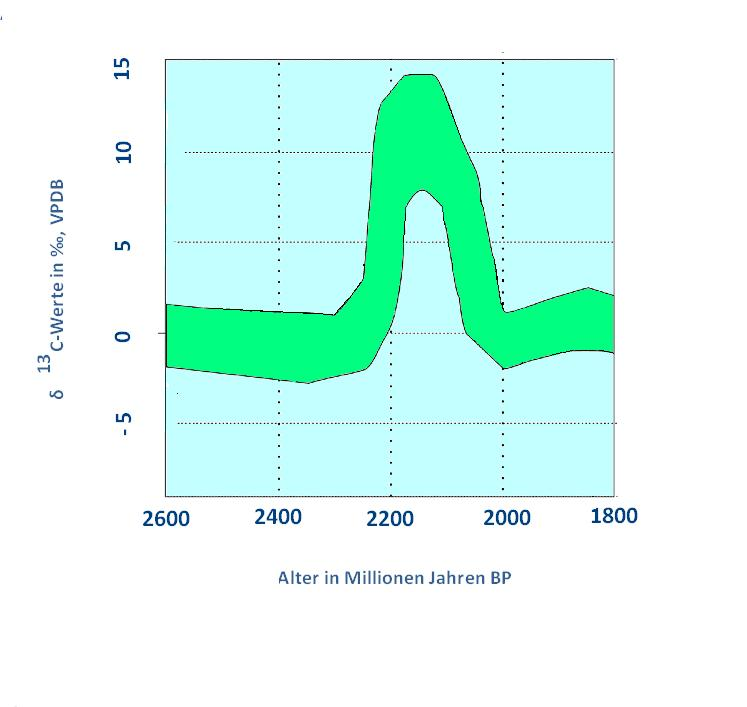
Kurvenverlauf der Lomagundi-Jatuli-Isotopenexkursion

Martin u. a. (2013a) bestimmten eine Maximaldauer für die positive δ13C-Isotopenexkursion von 249 ± 9 Millionen Jahren (Intervall 2306 bis 2057 Millionen Jahre BP) sowie eine Minimaldauer von 128 ± 9 Millionen Jahren (Intervall 2221 bis 2093 Millionen Jahre BP). Der positive Ausschlag dürfte in einem Zug erfolgt sein, die Autoren schließen jedoch bei zukünftiger Feinauflösung mehrere Ausschläge nicht aus.
Die δ13C-Werte liegen ab Ende des Archaikums bis zirka 2300 Millionen Jahren BP recht konstant bei 0 ‰ VPDB (Wiener Belemnitenstandard) um erst allmählich und dann urplötzlich anzusteigen. Der rasante Anstieg setzt etwa bei 2225 Millionen Jahren BP ein. Der absolute Maximalwert von rund 14 ‰ VPDB wurde gegen 2175 Millionen Jahren BP erreicht. Die Kurve fällt nach Durchlaufen des Maximums wieder ab, der Abfall ist aber weniger steil als der Anstieg. Gegen 2020 Millionen Jahren BP waren wieder 0 ‰ VPDB erreicht, die bis zum Ende des Paläoproterozoikums beibehalten wurden. Anmerkung: der Kurvenverlauf besitzt eine Streubreite von etwa 3 ‰ VPDB.
Zum besseren Verständnis des Kurvenverlaufs einige Vergleichswerte, die den exzeptionellen Charakter der Lomagundi-Jatuli-isotopenexkursion unterstreichen:
- Organischer Kohlenstoff: −23 ‰ VPDB (Mittelwert)
- Erdmantel : −5 ‰ VPDB
- Kohlenstoff in der Erdkruste : −5 ‰ VPDB
- Im Meerwasser gelöster Kohlenstoff: generell 0 ‰ VPDB
- Sedimentäre Karbonate: 0 bis 1 ‰ VPDB
- Ozeanisches Oberflächenwasser: 1 bis 3 ‰ VPDB
- Karstablagerungen: −11 bis 0 ‰ VPDB
- Thermokarst (Travertin): −4 bis 8 ‰ VPDB

## Erklärung
Die zeitliche Entwicklung der δ13C-Werte ist direkt mit dem Sauerstoffgehalt der Erdatmosphäre verknüpft. Durch die Reduzierung nicht-organischen Kohlenstoffs (wie beispielsweise im Kohlendioxid) zu organischen Kohlenstoffverbindungen (generell Vielfache von CH2O) wird Sauerstoff freigesetzt. Die photosynthetische Fixierung des Kohlenstoffs zeigt aber eine Vorliebe für das leichtere 12C-Isotop, das gegenüber 13C angereichert wird. Dies erklärt z. B. die recht niedrigen Werte bei organischem Kohlenstoff.
Werden große Mengen organischen Kohlenstoffs durch Sedimentation und anschließendem Versiegeln in geologischen Formationen dem Ökosystem entzogen, so kommt es nicht nur zu einem Anstieg des Sauerstoffgehalts im Meer und in der Atmosphäre, sondern gleichzeitig beginnen sich auch die δ13C-Werte des ungelösten, nicht-organischen Kohlenstoffs sowie sedimentärer Karbonate zu erhöhen.
Das enorme Ansteigen der δ13C-Werte während der Lomagundi-Jatuli-Exkursion ist somit ursächlich durch die erhöhte Sauerstoffproduktion zu erklären, welche während der vorangegangenen Großen Sauerstoffkatastrophe durch ein rasantes Anwachsen der Cyanobakterien ausgelöst worden war. Gleichzeitig musste aber organischer Kohlenstoff in bedeutenden Mengen in Gestalt von beispielsweise Schwarzschiefern (engl. black shales), die gegen Ende der Isotopenexkursion erstmals gehäuft auftreten, ausgefällt worden sein.